# Paryphosmylus ornatus
Paryphosmylus ornatus är en insektsart som beskrevs av Krüger 1913. Paryphosmylus ornatus ingår i släktet Paryphosmylus och familjen vattenrovsländor. Inga underarter finns listade i Catalogue of Life.